# Lista över badplatser i Jönköpings kommun

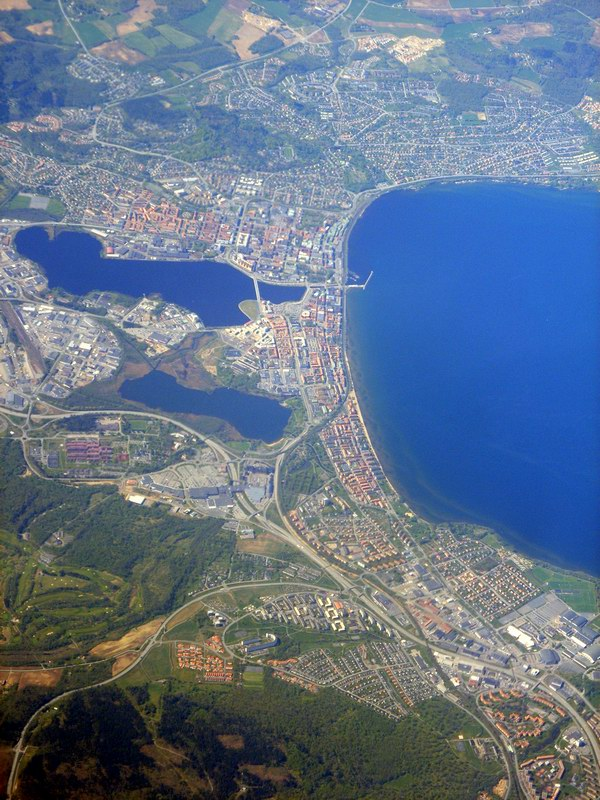
Vättern, Munksjön och Rocksjön med Vätternstranden och Rocksjöbadet

Lista över badplatser i Jönköpings kommun förtecknar för allmänheten tillgängliga friluftsbad i Jönköpings kommun. I listan ingår två tempererade utomhus bassängbad, medan övriga är strandbad med mer eller mindre uppbyggd infrastruktur som omklädningshytt och utrustning för livräddning. I listan ingår också en badplats, som ligger i omedelbar anslutning till kommungränsen, nämligen Domsandsbadet på norra sidan av kommungränsån Domneåns utlopp i Vättern norr om Bankeryd, vilket ligger i Habo kommun.
Listan är inte komplett.

## Badplatser
- Axamobadet vid Axamosjön utanför Jönköping (57°46′36.0″N 14°03′55.0″Ö / 57.776667°N 14.065278°Ö)
- Västersjöbadet vid Västersjön i Sandseryd utanför Jönköping (57°45′51″N 14°04′44″Ö / 57.76417°N 14.07889°Ö)
- Rocksjöbadet vid Rocksjön i Jönköping (57°46′36″N 14°11′46″Ö / 57.77667°N 14.19611°Ö)
- Strandparken vid Vättern på Liljeholmen i Jönköping (57°46′58″N 14°12′31″Ö / 57.78278°N 14.20861°Ö)
- Sanna badplats vid Vättern i Vättersnäs (57°47′33″N 14°14′35″Ö / 57.79250°N 14.24306°Ö)
- Oset vid Vättern i Huskvarna (57°47′39″N 14°15′46″Ö / 57.79417°N 14.26278°Ö)
- Brunstorpsbadet, tempererat utomhusbad i Huskvarna 57°49′17″N 14°16′04″Ö / 57.82139°N 14.26778°Ö)
- Hunnerydsbadet vid Landsjön i Kaxholmen (57°51′36″N 14°18′30″Ö / 57.86000°N 14.30833°Ö)
- Gränna strandbad vid Gränna hamn vid Vättern (58°01′41″N 14°27′21″Ö / 58.02806°N 14.45583°Ö)
- Örserumsbadet vid Ören vid Örserumsbrunn (58°00′24″N 14°33′56″Ö / 58.00667°N 14.56556°Ö)
- Bunnströms badplats vid sjön Bunn (58°00′01″N 14°28′32″Ö / 58.00028°N 14.47556°Ö)
- Åsabadet vid Sörsjön (eller Åsasjön) i Norrahammar (57°41′34″N 14°06′27″Ö / 57.69278°N 14.10750°Ö
- Tahebadet vid Tahesjön i Taberg (57°40′23″N 14°06′57″Ö / 57.67306°N 14.11583°Ö)
- Vederydsbadet vid Vederydssjön söder Månsarp[1]  (57°38′36″N 14°04′27″Ö / 57.64333°N 14.07417°Ö)
- Lovsjöbadet i Lovsjön söder om Barnarp (57°40′08″N 14°11′17″Ö / 57.66889°N 14.18806°Ö)
- Tenhultsbadet i Tenhultasjön söder om Tenhult (57°41′46″N 14°19′54″Ö / 57.69611°N 14.33167°Ö)
- Stråkenbadet vid Stråken i Bottnaryd (57°46′21″N 13°50′32″Ö / 57.77250°N 13.84222°Ö)
- Uddebobadet vid Uddebosjön utanför Lekeryd (57°45′43″N 14°25′18″Ö / 57.76194°N 14.42167°Ö)
- Munkabobadet vid Munkabosjön i Angerdshestra (57°40′55″N 13°53′53″Ö / 57.68194°N 13.89806°Ö)
- Brittebo lägergård vid Svansjön, norr om  sju kilometer från Bottnaryd[2] (57°48′44″N 13°46′52″Ö / 57.81222°N 13.78111°Ö)
- Badplatsen vid Järsnäs Lillsjö vid Järsnäs kyrka (57°46′41″N 14°33′34″Ö / 57.77806°N 14.55944°Ö)
- Attarpsbadet, temporerat utomnusbad i Bankeryd[3][4]  (57°51′25″N 14°07′06″Ö / 57.85694°N 14.11833°Ö)
- Domsandsbadet vid Vättern, omedelbart utanför kommungränsen i Habo kommun[1][5] (57°52′41″N 14°07′02″Ö / 57.87806°N 14.11722°Ö)

## Bildgalleri

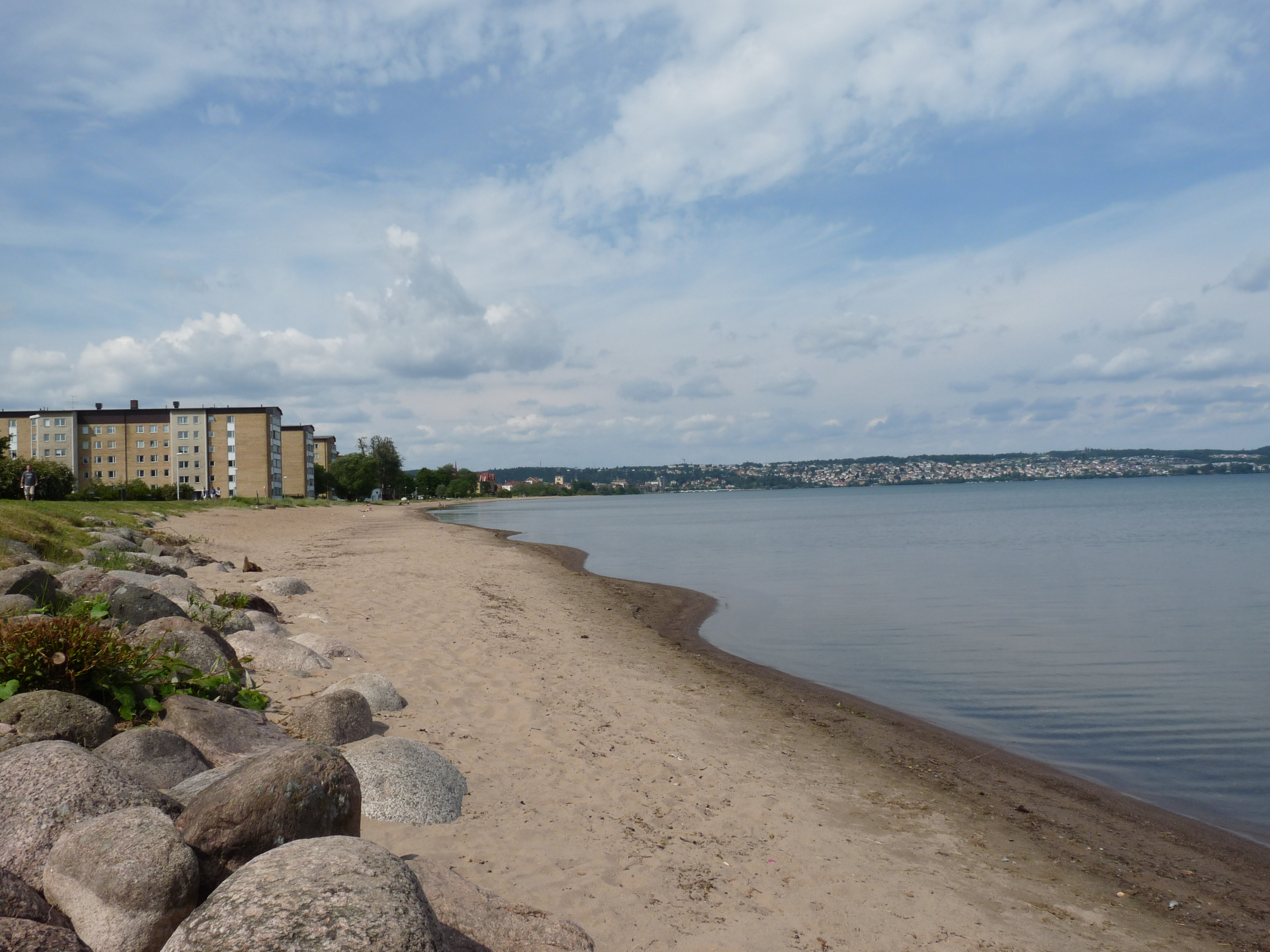
Vätterstranden på Liljeholmen i Jönköping
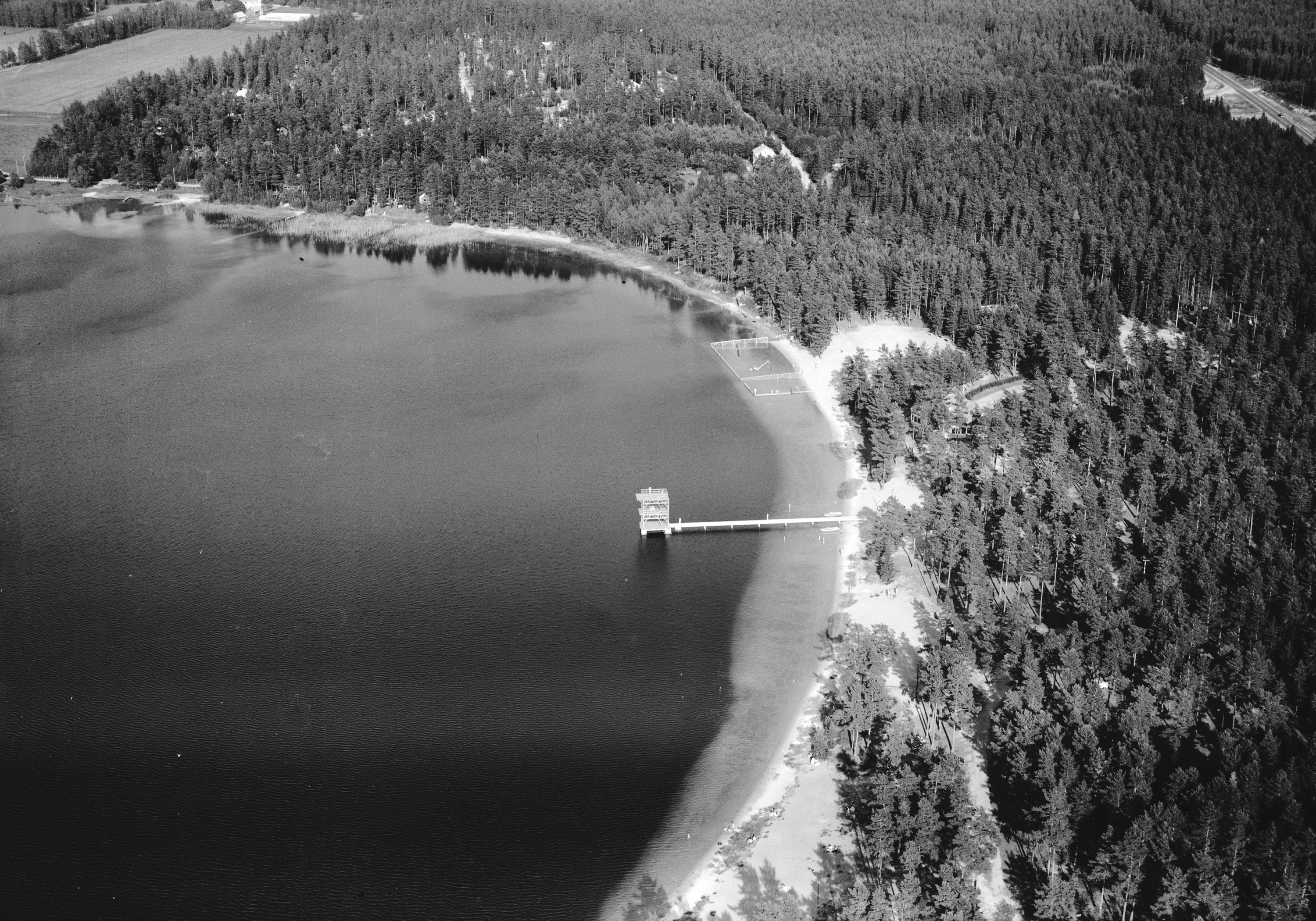
Axamobadet, 1956
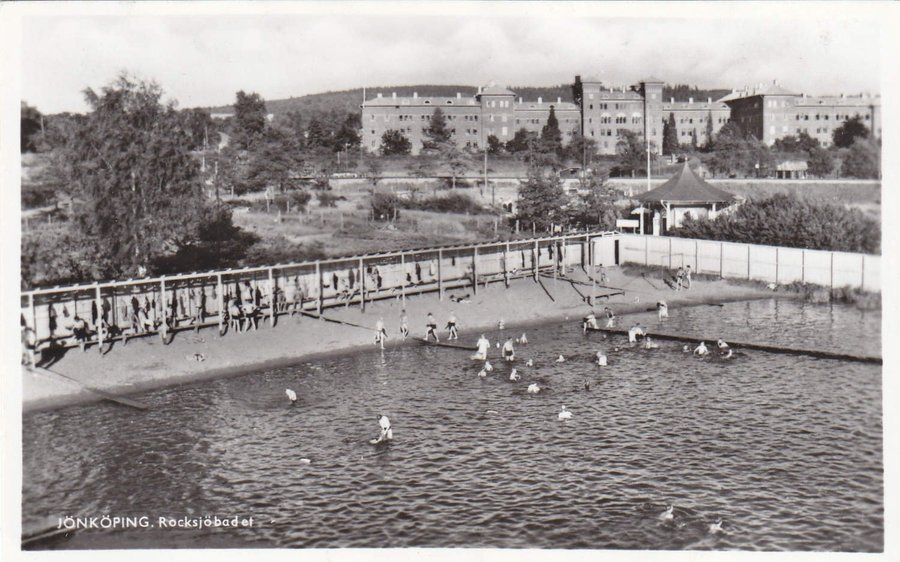
Rocksjöbadet med Smålands artilleriregementes kaserner i bakgrunden